# Drino (vattendrag i Albanien)
Drino är ett vattendrag i Albanien, på gränsen till Grekland. Det ligger i den södra delen av landet, 120 km söder om huvudstaden Tirana.
Drinos dalgång är 50 kilometer lång, och sträcker sig från Koshovica på gränsen till Grekland, till Subashi i distriktet Tepelene. Dalgången ligger mellan åsen Mali i Lunxhërisë och berget Mal Bureto i bergskedjan Mali i Gjerë i öster, och platån Kurvelesh i Sipërm i väster. Dalen har varit en handelsrutt under århundraden, och där finns också staden Gjirokastra. Floden har ett avrinningsområde på 1,320 km2, av vilket  256 km2 finns i Grekland.